# Cometa C/2014 Q2 (Lovejoy)
C/2014 Q2 o cometa Lovejoy és un cometa de llarg període descobert per Terry Lovejoy el 17 d'agost de 2014, fent servir un telescopi Schmidt-Cassegrain de 0,2 metres. Va ser descobert amb magnitud aparent 15 a la constel·lació del sud Puppis. Aquest és el cinquè cometa descobert per Terry Lovejoy.
Pel desembre de 2014, el cometa augmentava la brillantor fins a la magnitud 7,4, convertint-lo en objectiu de telescopis menuts i binoculars. Des de mitjan desembre, el cometa va esdevenir visible a ull nu per als observadors experimentats i observadors entusiastes de cels foscos. Al voltant del 28−29 de desembre de 2014, el cometa va passar a sols 1/3º del cúmul globular Messier 79. El gener de 2015 va assolir la magnitud entre 4 i 5, i serà un dels cometes més lluents en cels foscos en anys. Cap al 7 de gener de 2015, el cometa va passar a 0,469 AU (70.200.000 km) de la Terra. Creuà l'equador celeste el 9 de gener de 2015 i la seva visibilitat fou millor a l'hemisferi nord. El cometa va assolir el periheli (o màxim apropament al Sol) el 30 de gener de 2015 a una distància d'1,29 ua de l'estrella.
Abans d'entrar a la regió planetària (època 1950), C/2014 Q2 havia tingut un període orbital al voltant de 11.500 anys. Després d'abandonar la regió planetària (època 2050), tenia un període orbital de 8.000 anys.